# كاتارينا فيت

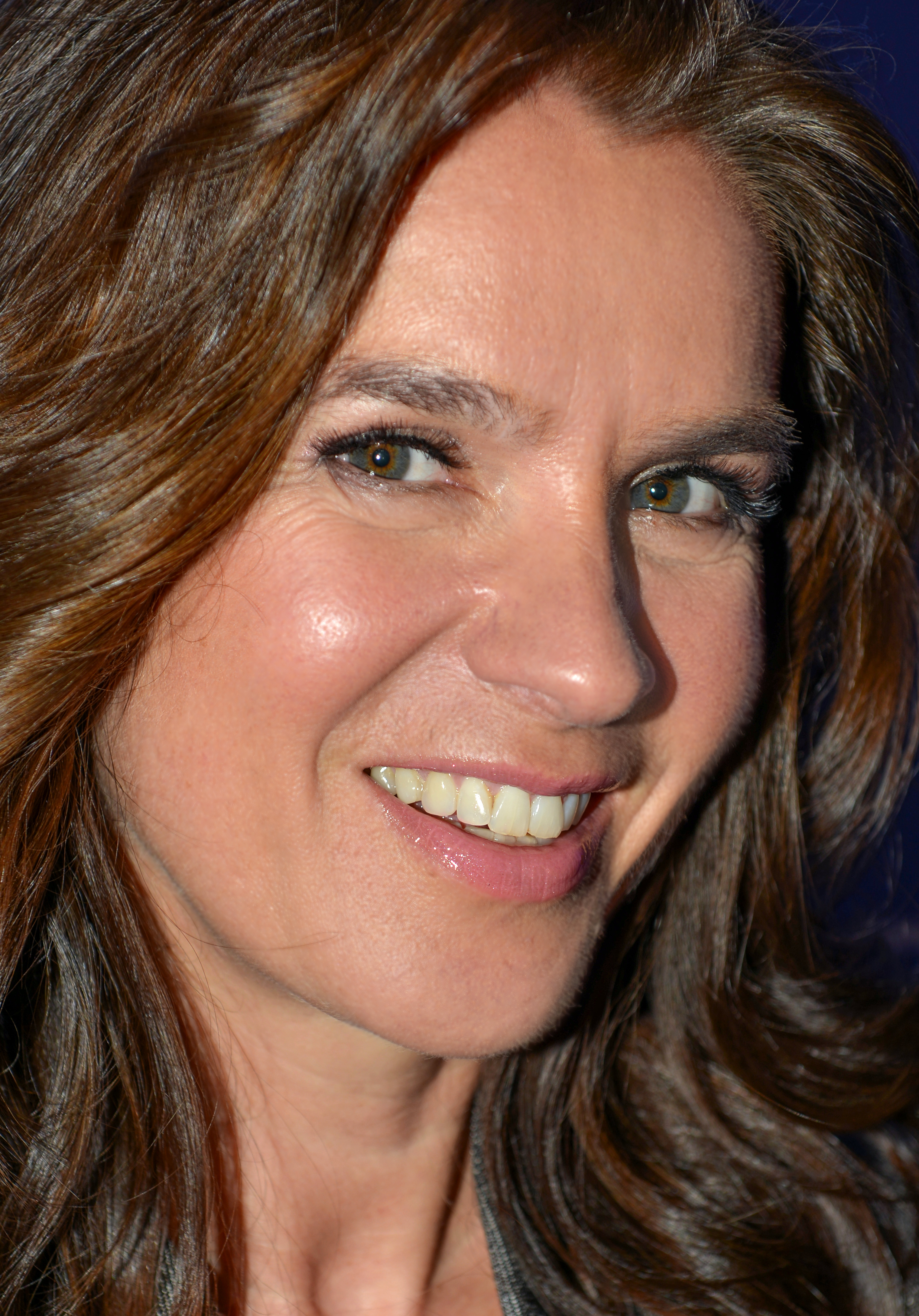
كاتارينا ويت 2014

كاتارينا ويت (بالألمانية: Katarina Witt) وهي متزلجة فنية ألمانية على الجليد ولدت في يوم 3 ديسمبر 1965 في بلدة ستاكن في ألمانيا الشرقية وقد فازت بمداليتين ذهبتين لألمانيا الشرقية أولها في الألعاب الأولمبية الشتوية 1984 في سراييفو في يوغوسلافيا وفي الألعاب الأولمبية الشتوية 1988 في كالغاري في كندا وقد فازت 4 مرات ببطولة العالم في سنوات 1984 و1985 و1987 و1988 وفازت بالميدالية الفضية مرتين في عامي 1982 و 1986 وتتساوى مع النرويجية سونيا هيني بعدد مرات فوزها بالبطولة الأوروبية من أعوام (1983-1988)، وقد سجلت رقم قياسي كأفضل متزلجة على الأطلاق.

## روابط خارجية
- كاتارينا فيت على موقع IMDb (الإنجليزية)
- كاتارينا فيت على موقع الموسوعة البريطانية (الإنجليزية)
- كاتارينا فيت على موقع روتن توميتوز (الإنجليزية)
- كاتارينا فيت على موقع ألو سيني (الفرنسية)
- كاتارينا فيت على موقع ميوزك برينز (الإنجليزية)
- كاتارينا فيت على موقع أول موفي (الإنجليزية)
- كاتارينا فيت على موقع إن إن دي بي (الإنجليزية)
- كاتارينا فيت على موقع ديسكوغز (الإنجليزية)
- كاتارينا فيت على موقع قاعدة بيانات الفيلم (الإنجليزية)
- كاتارينا فيت على موقع كينوبويسك (الروسية)
- كاتارينا فيت على موقع اللجنة الأولمبية الدولية (الإنجليزية)
- كاتارينا فيت على موقع أوليمبيديا (الإنجليزية)